# Podobin
Podobin – wieś w Polsce położona w województwie małopolskim, w powiecie limanowskim, w gminie Niedźwiedź.
Integralne części wsi Podobin: Adamczyki, Draby, Dyrki, Gawły, Godki, Jamrozy, Janaski, Jarosy, Lipówka, Moskały, Niedojady, Papiernia, Piwowary, Poczekaj, Potaczki, Pudlaki, Pudły, Rapty, Rogi, Rzeźniczaki, Smaciarze, Spyrki, Sutory, Zawada, Zmysłówka.
W latach 1975–1998 miejscowość administracyjnie należała do województwa nowosądeckiego.

## Osoby związane z Podobinem
- Sebastian Flizak (1881–1972) – polski nauczyciel, etnograf oraz prezes Oddziału Polskiego Towarzystwa Ludoznawczego w Mszanie Dolnej w latach 1947-1972.
- Stanisław Potaczek (1934–2022) – polski samorządowiec, pierwszy wójt gminy Mszana Dolna w latach 1992-2002.